# Liste des navettes estivales des Landes
Les navettes estivales desservent le littoral landais à travers les différents réseaux départemental, communautaire ou communal. Ces réseaux ont pour objectif le désengorgement des bourgs et plages ainsi que de proposer une alternative aux voitures.

## Réseau départemental
Depuis 2010, le réseau départemental des Landes dispose de lignes fonctionnant uniquement l'été. Seules les lignes 44, 45 et 46 continuent de fonctionner. Leurs points d'origine débute toujours depuis une gare SNCF vers le littoral.

Logo de la région
Logo du réseau

## Réseau de la Communauté de communes Côte Landes Nature
La Communauté de communes Côte Landes Nature propose un réseau de navette gratuite qui dessert son territoire vers les plages de Contis (Saint-Julien-en-Born), de Saint-Girons plage (Vielle-Saint-Girons), de Cap de l'Homy Plage (Lit-et-Mixe).

Logo de la communauté de communes
Logo du réseau

| Ligne | Caractéristiques | Caractéristiques                                                                                      | Caractéristiques                                                                                      | Caractéristiques                                                                                      | Caractéristiques                                                                                      | Caractéristiques                                                                                      | Caractéristiques                                                                                      | Caractéristiques                                                                                      | Caractéristiques                                                                                      |
| 3     | Léon Lac — Camping Lou Puntaou ⥋ Vielle-Saint-Girons Saint-Girons Plage — Camping Les Tourterelles | Léon Lac — Camping Lou Puntaou ⥋ Vielle-Saint-Girons Saint-Girons Plage — Camping Les Tourterelles    | Léon Lac — Camping Lou Puntaou ⥋ Vielle-Saint-Girons Saint-Girons Plage — Camping Les Tourterelles    | Léon Lac — Camping Lou Puntaou ⥋ Vielle-Saint-Girons Saint-Girons Plage — Camping Les Tourterelles    | Léon Lac — Camping Lou Puntaou ⥋ Vielle-Saint-Girons Saint-Girons Plage — Camping Les Tourterelles    | Léon Lac — Camping Lou Puntaou ⥋ Vielle-Saint-Girons Saint-Girons Plage — Camping Les Tourterelles    | Léon Lac — Camping Lou Puntaou ⥋ Vielle-Saint-Girons Saint-Girons Plage — Camping Les Tourterelles    | Léon Lac — Camping Lou Puntaou ⥋ Vielle-Saint-Girons Saint-Girons Plage — Camping Les Tourterelles    | Léon Lac — Camping Lou Puntaou ⥋ Vielle-Saint-Girons Saint-Girons Plage — Camping Les Tourterelles    |
| ----- | --- | --- | --- | --- | --- | --- | --- | --- | --- |
| 3     | Ouverture / Fermeture 4 juillet 2015 / — | Longueur —                                                                                            | Durée 36 min                                                                                          | Nb. d’arrêts 8                                                                                        | Matériel Autocar                                                                                      | Jours de fonctionnement L, Ma, Me, J, V, S, D                                                         | Jour / Soir / Nuit / Fêtes O / N / N / O                                                              | Voy. / an —                                                                                           | Exploitant RDTL                                                                                       |
| 3     | Desserte : - Villes et lieux desservis : Léon (Lac, Bourg - Avenue de Marsensin), Vielle-Saint-Girons (Lac - Camping Le Col Vert, Bourg Château d'Eau, Camping l'Océane, Camping La Jaougotte, Bourg - Office de Tourisme, Saint-Girons Plage, Camping Les Tourterelles - Rond-Point) - Gare(s) desservie(s) : Aucune | | | | | | | | |
| 3     | Autre : - Arrêts non accessibles aux UFR : — - Particularités : Ligne estivale fonctionnant en juillet et août tous les jours et gratuite. - Date de dernière mise à jour : 5 juillet 2018. | | | | | | | | |
| 3     | Dernière actualisation : — | | | | | | | | |
| 4     | Taller — Epicerie ⥋ Vielle-Saint-Girons Saint-Girons Plage — Camping Les Tourterelles | Taller — Epicerie ⥋ Vielle-Saint-Girons Saint-Girons Plage — Camping Les Tourterelles                 | Taller — Epicerie ⥋ Vielle-Saint-Girons Saint-Girons Plage — Camping Les Tourterelles                 | Taller — Epicerie ⥋ Vielle-Saint-Girons Saint-Girons Plage — Camping Les Tourterelles                 | Taller — Epicerie ⥋ Vielle-Saint-Girons Saint-Girons Plage — Camping Les Tourterelles                 | Taller — Epicerie ⥋ Vielle-Saint-Girons Saint-Girons Plage — Camping Les Tourterelles                 | Taller — Epicerie ⥋ Vielle-Saint-Girons Saint-Girons Plage — Camping Les Tourterelles                 | Taller — Epicerie ⥋ Vielle-Saint-Girons Saint-Girons Plage — Camping Les Tourterelles                 | Taller — Epicerie ⥋ Vielle-Saint-Girons Saint-Girons Plage — Camping Les Tourterelles                 |
| 4     | Ouverture / Fermeture 13 juillet 2015 / — | Longueur —                                                                                            | Durée 35 min                                                                                          | Nb. d’arrêts 6                                                                                        | Matériel Autocar                                                                                      | Jours de fonctionnement L, Ma, Me, J, V, S, D                                                         | Jour / Soir / Nuit / Fêtes O / N / N / O                                                              | Voy. / an —                                                                                           | Exploitant RDTL                                                                                       |
| 4     | Desserte : - Villes et lieux desservis : Taller (Epicerie), Castets (Boulodrome - Rue du Vert Rameau, Mairie - Avenue J.N. Serret), Linxe (Bourg - La Poste), Vielle-Saint-Girons (Bourg - Office de Tourisme, Saint-Girons Plage, Camping Les Tourterelles - Rond-Point) - Gare(s) desservie(s) : Aucune | | | | | | | | |
| 4     | Autre : - Arrêts non accessibles aux UFR : — - Particularités : Ligne estivale fonctionnant entre le 13 juillet et le 22 août tous les jours et gratuite. - Date de dernière mise à jour : 5 juillet 2018. | | | | | | | | |
| 4     | Dernière actualisation : — | | | | | | | | |
| 4.1   | Saint-Michel-Escalus — Roselières ⥋ Vielle-Saint-Girons Saint-Girons Plage — Camping Les Tourterelles | Saint-Michel-Escalus — Roselières ⥋ Vielle-Saint-Girons Saint-Girons Plage — Camping Les Tourterelles | Saint-Michel-Escalus — Roselières ⥋ Vielle-Saint-Girons Saint-Girons Plage — Camping Les Tourterelles | Saint-Michel-Escalus — Roselières ⥋ Vielle-Saint-Girons Saint-Girons Plage — Camping Les Tourterelles | Saint-Michel-Escalus — Roselières ⥋ Vielle-Saint-Girons Saint-Girons Plage — Camping Les Tourterelles | Saint-Michel-Escalus — Roselières ⥋ Vielle-Saint-Girons Saint-Girons Plage — Camping Les Tourterelles | Saint-Michel-Escalus — Roselières ⥋ Vielle-Saint-Girons Saint-Girons Plage — Camping Les Tourterelles | Saint-Michel-Escalus — Roselières ⥋ Vielle-Saint-Girons Saint-Girons Plage — Camping Les Tourterelles | Saint-Michel-Escalus — Roselières ⥋ Vielle-Saint-Girons Saint-Girons Plage — Camping Les Tourterelles |
| 4.1   | Ouverture / Fermeture 13 juillet 2015 / — | Longueur —                                                                                            | Durée 27 min                                                                                          | Nb. d’arrêts 5                                                                                        | Matériel Autocar                                                                                      | Jours de fonctionnement L, Ma, Me, J, V, S, D                                                         | Jour / Soir / Nuit / Fêtes O / N / N / O                                                              | Voy. / an —                                                                                           | Exploitant RDTL                                                                                       |
| 4.1   | Desserte : - Villes et lieux desservis : Saint-Michel-Escalus (Roselières, Mairie), Linxe (Bourg - La Poste), Vielle-Saint-Girons (Bourg - Office de Tourisme, Saint-Girons Plage, Camping Les Tourterelles - Rond-Point) - Gare(s) desservie(s) : Aucune | | | | | | | | |
| 4.1   | Autre : - Arrêts non accessibles aux UFR : — - Particularités : Ligne estivale fonctionnant en juillet et août tous les jours et gratuite. - Date de dernière mise à jour : 5 juillet 2018. | | | | | | | | |
| 4.1   | Dernière actualisation : — | | | | | | | | |
| 12    | Saint-Julien-en-Born Contis Plage — Boulevard de la Plage ⥋ Lit-et-Mixe Cap de l'Homy — Plage | Saint-Julien-en-Born Contis Plage — Boulevard de la Plage ⥋ Lit-et-Mixe Cap de l'Homy — Plage         | Saint-Julien-en-Born Contis Plage — Boulevard de la Plage ⥋ Lit-et-Mixe Cap de l'Homy — Plage         | Saint-Julien-en-Born Contis Plage — Boulevard de la Plage ⥋ Lit-et-Mixe Cap de l'Homy — Plage         | Saint-Julien-en-Born Contis Plage — Boulevard de la Plage ⥋ Lit-et-Mixe Cap de l'Homy — Plage         | Saint-Julien-en-Born Contis Plage — Boulevard de la Plage ⥋ Lit-et-Mixe Cap de l'Homy — Plage         | Saint-Julien-en-Born Contis Plage — Boulevard de la Plage ⥋ Lit-et-Mixe Cap de l'Homy — Plage         | Saint-Julien-en-Born Contis Plage — Boulevard de la Plage ⥋ Lit-et-Mixe Cap de l'Homy — Plage         | Saint-Julien-en-Born Contis Plage — Boulevard de la Plage ⥋ Lit-et-Mixe Cap de l'Homy — Plage         |
| 12    | Ouverture / Fermeture 4 juillet 2015 / — | Longueur —                                                                                            | Durée 57 min                                                                                          | Nb. d’arrêts 17                                                                                       | Matériel Autocar                                                                                      | Jours de fonctionnement L, Ma, Me, J, V, S, D                                                         | Jour / Soir / Nuit / Fêtes O / N / N / O                                                              | Voy. / an —                                                                                           | Exploitant RDTL                                                                                       |
| 12    | Desserte : - Villes et lieux desservis : Saint-Julien-en-Born (Contis Plage - Boulevard de la Plage, Camping Municipal - La Lette Fleurie, Aire Naturelle Le Tress, Camping Municipal La Passerelle, Bibliothèque), Lévignacq (église), Uza (Bourg), Lit-et-Mixe (Le Club Atlantique, Bourg, Camping Le Soleil des Landes, Super U, L'Estanguet, Chemin du Bosquet, Aire Naturelle Caravaland, Aire Naturelle Lassalle, Camping Les Vignes, Cap de l'Homy Plage) - Gare(s) desservie(s) : Aucune | | | | | | | | |
| 12    | Autre : - Arrêts non accessibles aux UFR : — - Particularités : Ligne estivale fonctionnant en juillet et août tous les jours et gratuite. - Date de dernière mise à jour : 5 juillet 2018. | | | | | | | | |
| 12    | Dernière actualisation : — | | | | | | | | |

## Réseau de la Communauté de communes de Maremne-Adour-Côte-Sud
L'été le réseau est accompagné de navettes fonctionnant tous les jours et gratuitement.

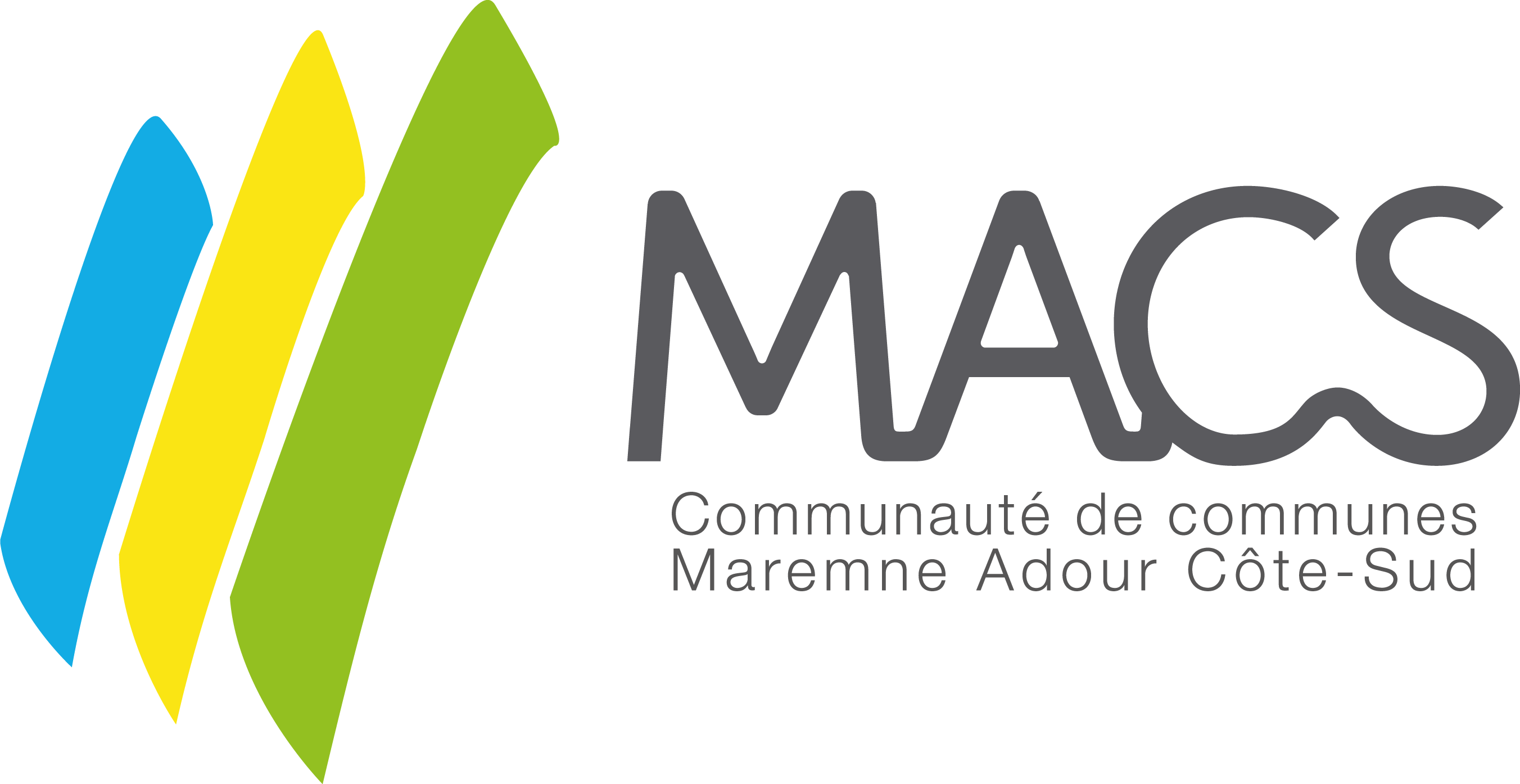
Logo de la communauté de communes
Logo du réseau

## Réseau de Biscarrosse
La ville de Biscarrosse dispose d'un service de transport à la demande fonctionnant à l'année et qui est en service sans réservation l'été.

Logo de la ville
Logo du réseau

## Réseau de Mimizan
La ville de Mimizan propose une ligne estivale qui relie le bourg aux plages. Le jeudi soir une ligne nocturne circule entre les plages et le bourg. Ce réseau, contrairement aux autres n'est pas exploité par la RDTL mais par Jarraud.
| Ligne | Caractéristiques | Caractéristiques                                                                 | Caractéristiques                                                                 | Caractéristiques                                                                 | Caractéristiques                                                                 | Caractéristiques                                                                 | Caractéristiques                                                                 | Caractéristiques                                                                 | Caractéristiques                                                                 |
| ?     | Mimizan Bourg — Camping du Lac ⥋ Mimizan Plage — Plage Nord (Office de Tourisme) | Mimizan Bourg — Camping du Lac ⥋ Mimizan Plage — Plage Nord (Office de Tourisme) | Mimizan Bourg — Camping du Lac ⥋ Mimizan Plage — Plage Nord (Office de Tourisme) | Mimizan Bourg — Camping du Lac ⥋ Mimizan Plage — Plage Nord (Office de Tourisme) | Mimizan Bourg — Camping du Lac ⥋ Mimizan Plage — Plage Nord (Office de Tourisme) | Mimizan Bourg — Camping du Lac ⥋ Mimizan Plage — Plage Nord (Office de Tourisme) | Mimizan Bourg — Camping du Lac ⥋ Mimizan Plage — Plage Nord (Office de Tourisme) | Mimizan Bourg — Camping du Lac ⥋ Mimizan Plage — Plage Nord (Office de Tourisme) | Mimizan Bourg — Camping du Lac ⥋ Mimizan Plage — Plage Nord (Office de Tourisme) |
| ----- | --- | -------------------------------------------------------------------------------- | -------------------------------------------------------------------------------- | -------------------------------------------------------------------------------- | -------------------------------------------------------------------------------- | -------------------------------------------------------------------------------- | -------------------------------------------------------------------------------- | -------------------------------------------------------------------------------- | -------------------------------------------------------------------------------- |
| ?     | Ouverture / Fermeture — / — | Longueur —                                                                       | Durée 30 min                                                                     | Nb. d’arrêts 9                                                                   | Matériel Autocars                                                                | Jours de fonctionnement L, Ma, Me, J, V, S, D                                    | Jour / Soir / Nuit / Fêtes O / O / N / O                                         | Voy. / an —                                                                      | Exploitant Jarraud                                                               |
| ?     | Desserte : - Villes et lieux desservis : Mimizan (Camping du Lac, Maison de santé, Centre commercial, Maison de la presse, Forum, Cadette, Avenue de la Plage, Poker d'As, Plages Sud (Comorans), Plage Nord (Office de Tourisme)) - Gare(s) desservie(s) : Aucune |                                                                                  |                                                                                  |                                                                                  |                                                                                  |                                                                                  |                                                                                  |                                                                                  |                                                                                  |
| ?     | Autre : - Arrêts non accessibles aux UFR : — - Particularités : Ligne estivale fonctionnant en juillet et août tous les jours et gratuite de 09h45 à 19h15. - Date de dernière mise à jour : 5 juillet 2018.                                                       |                                                                                  |                                                                                  |                                                                                  |                                                                                  |                                                                                  |                                                                                  |                                                                                  |                                                                                  |
| ?     | Dernière actualisation : — |                                                                                  |                                                                                  |                                                                                  |                                                                                  |                                                                                  |                                                                                  |                                                                                  |                                                                                  |
| ?     | Mimizan Plage — Plage Nord (Office de Tourisme) ⥋ Mimizan Bourg — Forum | Mimizan Plage — Plage Nord (Office de Tourisme) ⥋ Mimizan Bourg — Forum          | Mimizan Plage — Plage Nord (Office de Tourisme) ⥋ Mimizan Bourg — Forum          | Mimizan Plage — Plage Nord (Office de Tourisme) ⥋ Mimizan Bourg — Forum          | Mimizan Plage — Plage Nord (Office de Tourisme) ⥋ Mimizan Bourg — Forum          | Mimizan Plage — Plage Nord (Office de Tourisme) ⥋ Mimizan Bourg — Forum          | Mimizan Plage — Plage Nord (Office de Tourisme) ⥋ Mimizan Bourg — Forum          | Mimizan Plage — Plage Nord (Office de Tourisme) ⥋ Mimizan Bourg — Forum          | Mimizan Plage — Plage Nord (Office de Tourisme) ⥋ Mimizan Bourg — Forum          |
| ?     | Ouverture / Fermeture 6 juillet 2017 / — | Longueur —                                                                       | Durée 15 min                                                                     | Nb. d’arrêts 6                                                                   | Matériel Autocars                                                                | Jours de fonctionnement J                                                        | Jour / Soir / Nuit / Fêtes N / O / N / O                                         | Voy. / an —                                                                      | Exploitant Jarraud                                                               |
| ?     | Desserte : - Villes et lieux desservis : Mimizan (Plage Nord (Office de Tourisme), Plage sud (Comorans), Poker d'As, Avenue de la Plage, Cadette, Forum) - Gare(s) desservie(s) : Aucune                                                                           |                                                                                  |                                                                                  |                                                                                  |                                                                                  |                                                                                  |                                                                                  |                                                                                  |                                                                                  |
| ?     | Autre : - Arrêts non accessibles aux UFR : — - Particularités : Ligne estivale fonctionnant en juillet et août tous les jeudis soir et gratuite de 20h30 à 23h10. - Date de dernière mise à jour : 5 juillet 2018.                                                 |                                                                                  |                                                                                  |                                                                                  |                                                                                  |                                                                                  |                                                                                  |                                                                                  |                                                                                  |
| ?     | Dernière actualisation : — |                                                                                  |                                                                                  |                                                                                  |                                                                                  |                                                                                  |                                                                                  |                                                                                  |                                                                                  |

## Réseau d'Ondres
La Ville d'Ondres propose un réseau de navettes. L’une, de la plage au stade municipal et l’autre, de la plage au parking de l’école maternelle. Une navette supplémentaire les rejoint de la mi juillet à la mi août.
C’est un service gratuit, financé à 85 % par la commune, les cinq grands hébergeurs touristiques assumant les 15 % restants.

Logo de la ville

| Ligne | Caractéristiques | Caractéristiques                                        | Caractéristiques                                        | Caractéristiques                                        | Caractéristiques                                        | Caractéristiques                                        | Caractéristiques                                        | Caractéristiques                                        | Caractéristiques                                        |
| 1     | La navette plage | La navette plage                                        | La navette plage                                        | La navette plage                                        | La navette plage                                        | La navette plage                                        | La navette plage                                        | La navette plage                                        | La navette plage                                        |
| 1     | Ondres — Parking de l'école maternelle ⥋ Ondres — Plage | Ondres — Parking de l'école maternelle ⥋ Ondres — Plage | Ondres — Parking de l'école maternelle ⥋ Ondres — Plage | Ondres — Parking de l'école maternelle ⥋ Ondres — Plage | Ondres — Parking de l'école maternelle ⥋ Ondres — Plage | Ondres — Parking de l'école maternelle ⥋ Ondres — Plage | Ondres — Parking de l'école maternelle ⥋ Ondres — Plage | Ondres — Parking de l'école maternelle ⥋ Ondres — Plage | Ondres — Parking de l'école maternelle ⥋ Ondres — Plage |
| ----- | --- | ------------------------------------------------------- | ------------------------------------------------------- | ------------------------------------------------------- | ------------------------------------------------------- | ------------------------------------------------------- | ------------------------------------------------------- | ------------------------------------------------------- | ------------------------------------------------------- |
| 1     | Ouverture / Fermeture — / — | Longueur —                                              | Durée 15 min                                            | Nb. d’arrêts 7                                          | Matériel Midibus                                        | Jours de fonctionnement L, Ma, Me, J, V, S, D           | Jour / Soir / Nuit / Fêtes O / N / N / O                | Voy. / an —                                             | Exploitant RDTL                                         |
| 1     | Desserte : - Villes et lieux desservis : Ondres (Parking de l'école maternelle, La Poste / RD810, Bertix, Stade municipal / Camping du Lac, Camping Lou Pignada, Caming Blue Océan / MMV Allée des Dunes, Plage d'Ondres) - Gare(s) desservie(s) : Aucune |                                                         |                                                         |                                                         |                                                         |                                                         |                                                         |                                                         |                                                         |
| 1     | Autre : - Arrêts non accessibles aux UFR : — - Particularités : Ligne estivale fonctionnant en juillet et août tous les jours et gratuite. - Date de dernière mise à jour : 5 juillet 2018.                                                               |                                                         |                                                         |                                                         |                                                         |                                                         |                                                         |                                                         |                                                         |
| 1     | Dernière actualisation : — |                                                         |                                                         |                                                         |                                                         |                                                         |                                                         |                                                         |                                                         |
| 2     | La navette plage | La navette plage                                        | La navette plage                                        | La navette plage                                        | La navette plage                                        | La navette plage                                        | La navette plage                                        | La navette plage                                        | La navette plage                                        |
| 2     | Ondres — Stade municipal - Camping du Lac ⥋ Ondres — Plage |                                                         |                                                         |                                                         |                                                         |                                                         |                                                         |                                                         |                                                         |
| 2     | Ouverture / Fermeture — / — | Longueur —                                              | Durée 10 min                                            | Nb. d’arrêts 4                                          | Matériel Midibus                                        | Jours de fonctionnement L, Ma, Me, J, V, S, D           | Jour / Soir / Nuit / Fêtes O / N / N / O                | Voy. / an —                                             | Exploitant RDTL                                         |
| 2     | Desserte : - Villes et lieux desservis : Ondres (Stade municipal / Camping du Lac, Camping Lou Pignada, Caming Blue Océan / MMV Allée des Dunes, Plage d'Ondres) - Gare(s) desservie(s) : Aucune                                                          |                                                         |                                                         |                                                         |                                                         |                                                         |                                                         |                                                         |                                                         |
| 2     | Autre : - Arrêts non accessibles aux UFR : — - Particularités : Ligne estivale fonctionnant en juillet et août tous les jours et gratuite. - Date de dernière mise à jour : 5 juillet 2018.                                                               |                                                         |                                                         |                                                         |                                                         |                                                         |                                                         |                                                         |                                                         |
| 2     | Dernière actualisation : — |                                                         |                                                         |                                                         |                                                         |                                                         |                                                         |                                                         |                                                         |

## Réseau de Saint-Martin-de-Seignanx
La Ville de Saint-Martin-de-Seignanx propose un service de navette qui dessert les principaux lieux de la commune vers la plage d'Ondres.
C'est un service gratuit depuis 2015.

Logo de la ville

| Ligne | Caractéristiques | Caractéristiques                | Caractéristiques                | Caractéristiques                | Caractéristiques                | Caractéristiques                              | Caractéristiques                         | Caractéristiques                | Caractéristiques                |
| ?     | Ondres — Plage ⥋ Ondres — Plage | Ondres — Plage ⥋ Ondres — Plage | Ondres — Plage ⥋ Ondres — Plage | Ondres — Plage ⥋ Ondres — Plage | Ondres — Plage ⥋ Ondres — Plage | Ondres — Plage ⥋ Ondres — Plage               | Ondres — Plage ⥋ Ondres — Plage          | Ondres — Plage ⥋ Ondres — Plage | Ondres — Plage ⥋ Ondres — Plage |
| ----- | --- | ------------------------------- | ------------------------------- | ------------------------------- | ------------------------------- | --------------------------------------------- | ---------------------------------------- | ------------------------------- | ------------------------------- |
| ?     | Ouverture / Fermeture — / — | Longueur —                      | Durée 30 min                    | Nb. d’arrêts 8                  | Matériel BMC Probus             | Jours de fonctionnement L, Ma, Me, J, V, S, D | Jour / Soir / Nuit / Fêtes O / N / N / O | Voy. / an —                     | Exploitant RDTL                 |
| ?     | Desserte : - Villes et lieux desservis : Ondres (Plage), Saint-Martin-de-Seignanx (Camping Lou P'tit Poun, L'Escale - Château d'Eau, la Poste Place de l'Abreuvoir, Le Bourg - Avenue de Barrère, ESAT Château Rouge, Quartier leporte) - Gare(s) desservie(s) : Aucune |                                 |                                 |                                 |                                 |                                               |                                          |                                 |                                 |
| ?     | Autre : - Arrêts non accessibles aux UFR : — - Particularités : Ligne estivale fonctionnant en juillet et août tous les jours et gratuite. - Date de dernière mise à jour : 5 juillet 2018.                                                                             |                                 |                                 |                                 |                                 |                                               |                                          |                                 |                                 |
| ?     | Dernière actualisation : — |                                 |                                 |                                 |                                 |                                               |                                          |                                 |                                 |

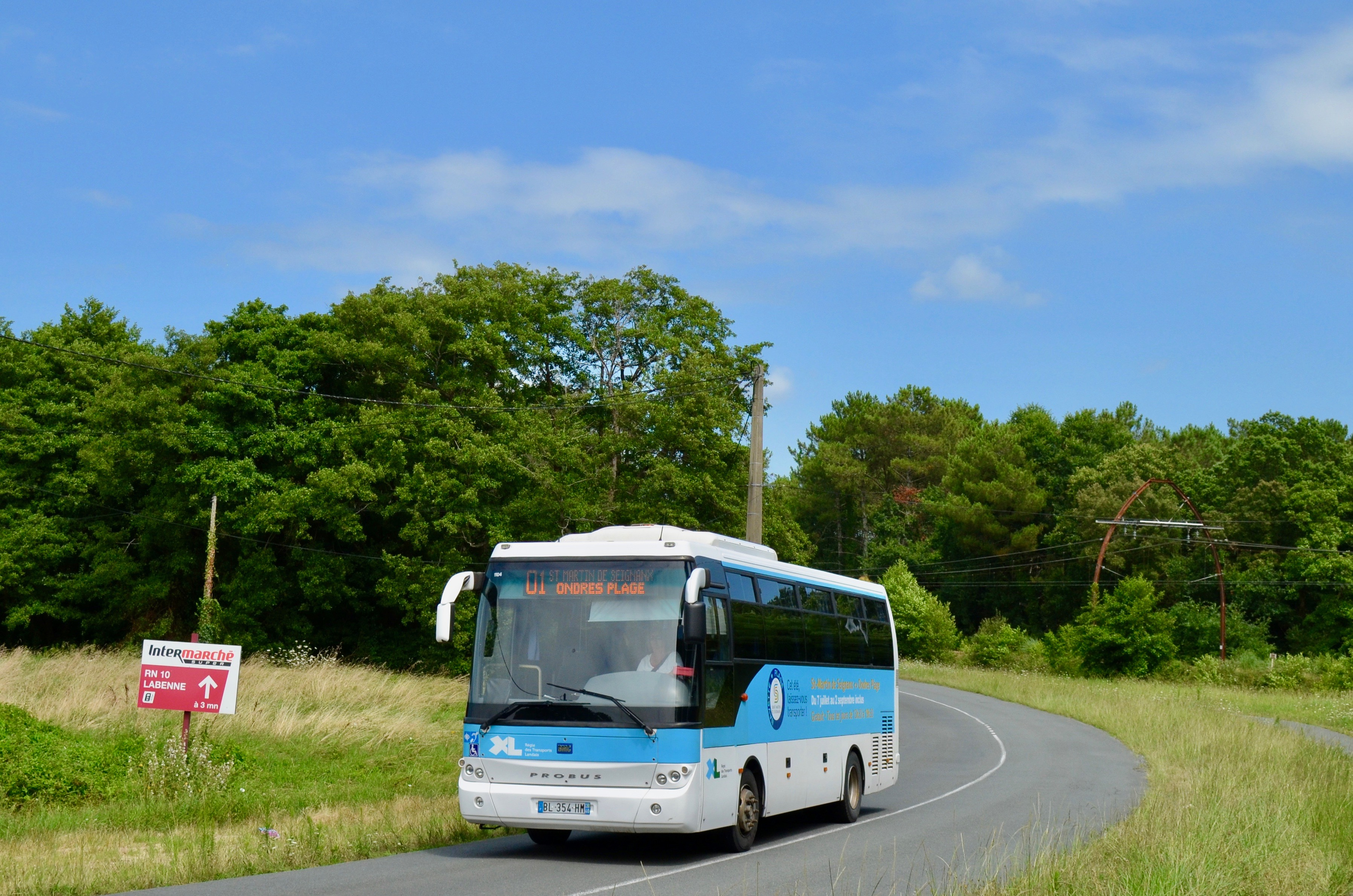
BMC Probus